# Hansa-Park
Hansa-Park is een attractiepark, gelegen bij Sierksdorf in de Duitse deelstaat Sleeswijk-Holstein. In 1973 werd op deze locatie het tweede Legoland geopend, Legoland Sierksdorf. Legoland Sierksdorf werd in 1976 gesloten. Het park werd verbouwd en het Lego thema werd verwijderd. Het park heropende in 1977 onder de naam 'Hansaland'. In 1987 werd de naam veranderd in Hansa-Park.

## Attracties
In totaal zijn er in Hansa-Park ongeveer veertig attracties te vinden. In het park bevinden zich zeven achtbanen en vier waterattracties. De 'Highlander' is de hoogste en snelste vrijevaltoren van Europa.
| Naam                  | Opening | lengte | Bouwer             | Snelheid | Type             | Themagebied       | Afbeelding |
| --------------------- | ------- | ------ | ------------------ | -------- | ---------------- | ----------------- | ---------- |
| Nessie                | 1980    | 840 m  | Schwarzkopf        | 90km/u   | Stalen achtbaan  | Nervenkitzel      |            |
| Crazy Mine            | 1997    | 370 m  | Maurer Söhne       | 45km/u   | Wilde Muis       | Avonturenland     |            |
| Fluch von Novgorod    | 2009    | 750m   | Gerstlauer         | 105 km/h | Eurofighter      | Holzfällerlager   |            |
| Rasender Roland       | 1993    | 522 m  | Vekoma             | 45km/u   | Junior achtbaan  | Nervenkitzel      |            |
| Der Schwur des Kärnan | 2015    | 1235 m | Gerstlauer         | 127km/u  | Infinity coaster | Reich des Nordens |            |
| Schlange von Midgard  | 2011    | 200m   | Gerstlauer         | 40km/u   | Familie achtbaan | Wikinger Land     |            |
| Der Kleine Zar        | 2017    | 54m    | Preston & Barbieri | 20km/u   | Coaster Mini     | Alter Jahrmarkt   |            |

## Shows en evenementen
Er zijn meerdere shows en evenementen in het park, waaronder een grote parade, een lasershow, een 4D-bioscoop en een papegaaienshow.

## Verblijf
Direct naast het pretpark werd in 2007 het 'Hansa Park Resort am Meer' geopend.